# Liste Rathenower Ziegelstempel

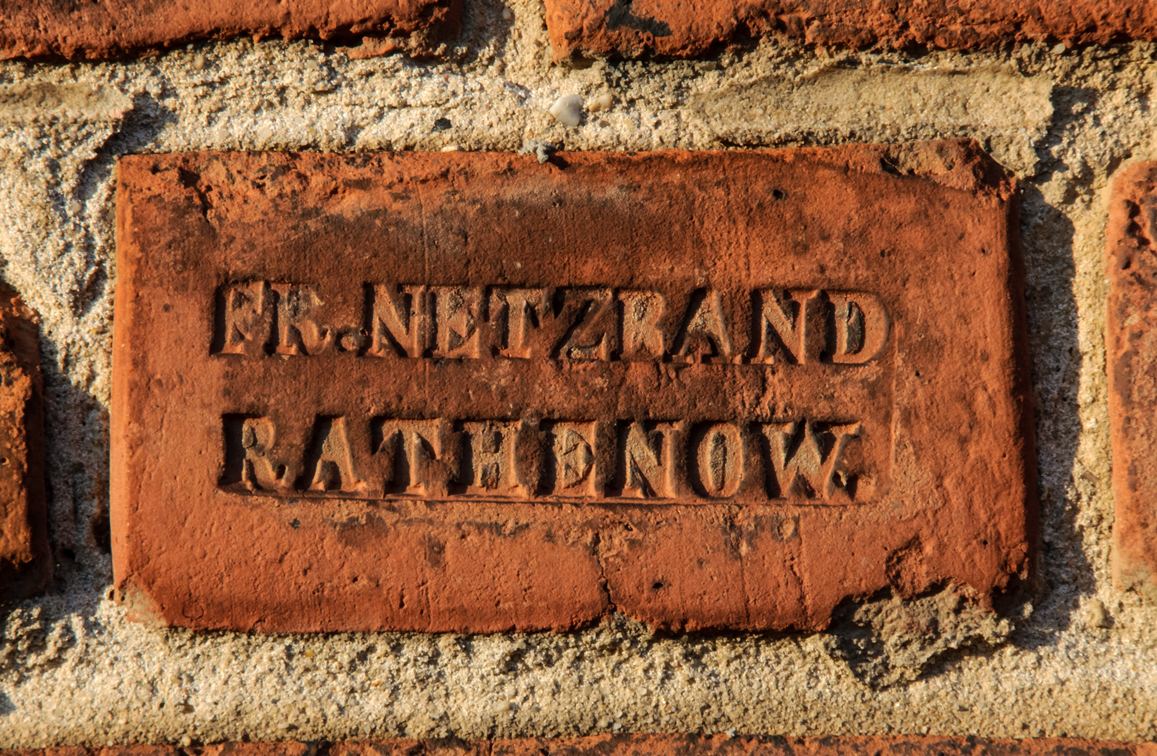
Ein mit dem Namen des Herstellers Fr. Netzband und dem Produktionsort Rathenow bestempelter Ziegel im Mauerwerksverband

Die Liste Rathenower Ziegelstempel enthält eine Auswahl von Ziegelstempeln der Ziegeleien in Rathenow sowie weiterer Ziegeleien im Einzugsgebiet von Elbe und Havel, die ihre Produkte mit der Markenbezeichnung Rathenow kennzeichneten.
Mit der Industrialisierung und einem einhergehenden Bauboom entstanden seit Mitte des 19. Jahrhunderts in Rathenow und Umgebung eine Vielzahl von Ziegeleien, die ihre Produkte sogar in die weit entfernten und im starken Wachstum befindlichen Städte Berlin und Potsdam verschifften. Die roten Ziegel wurden für ihre herausragende Qualität bekannt, der Name Rathenow entwickelte sich stellvertretend zum Qualitätsmerkmal für Ziegel aus einem nicht genau eingrenzbaren Einzugsgebiet von Elbe und Havel. Aus diesem Grund kennzeichneten wohl auch Ziegeleien, die sich nicht in der direkten Umgebung von Rathenow befanden, ihre Erzeugnisse mit dem Namen Rathenow. So stempelte beispielsweise die Ziegelei des August Lucke in Güsen auf ihre Produkte den Namen Rathenow, trotz einer räumlichen Distanz von über 30 Kilometern zwischen den beiden Orten. In dieser Liste werden daher Stempel aufgeführt, die den Markennamen Rathenow oder eine gängige Abkürzung (zum Beispiel Rth. oder ein einfaches R.) enthalten, unabhängig von der örtlichen Lage der Ziegelei.

## Hinweise
Die Tabelle enthält in der ersten Spalte eine Ansicht des Stempels und in der zweiten Spalte den Stempeltext in exakter Schreibweise. In der dritten Spalte befindet sich eine kurze Beschreibung des Stempels und – sofern möglich – die Zuordnung zu einem Produzenten und einer Zeitspanne. Die Liste enthält derzeit 137 verschiedene Rathenower Ziegelstempel und erhebt keinen Anspruch auf Vollständigkeit.

### A
| Ansicht | Stempeltext                  | Beschreibung |
| ------- | ---------------------------- | --- |
|         | A.HAHN RATHENOW.             | Zweizeiliger Stempel mit Namen des Produzenten (Vorname abgekürzt) in der ersten Zeile und der Markenbezeichnung Rathenow in der zweiten Zeile. Der Stempel kann der vermutlich 1889 gegründeten Ziegelei des August Hahn in Parey zugeordnet werden. |
|         | A.HAHN.BRETTIN RATHENOW.     | Zweizeiliger Stempel mit Namen des Produzenten (Vorname abgekürzt) und Produktionsort Brettin in der ersten Zeile; ausgeschriebene Markenbezeichnung Rathenow in der zweiten Zeile. Der Hersteller ist vermutlich mit dem Eintrag in der vorangegangenen Zeile übereinstimmend.                                                                                    |
|         | A.L. RATHENOW.               | Zweizeiliger Stempel mit Initialen des Produzenten in der ersten Zeile und der Markenbezeichnung Rathenow in ausgeschriebener Schreibweise in der zweiten Zeile. Der Stempel kann dem Produzenten August Lucke in Güsen, Teil der Gemeinde Elbe-Parey zugeordnet werden (siehe auch nachfolgender Eintrag).                                                        |
|         | A.LUCKE PAREY A/E RATHENOW.  | Zweizeiliger Stempel mit Namen des Produzenten (Vorname abgekürzt) und Produktionsstandort Parey an der Elbe in der ersten Zeile; ausgeschriebene Markenbezeichnung Rathenow in der zweiten Zeile. Der Stempel kann dem Produzenten August Lucke in Güsen, Teil der Gemeinde Elbe-Parey zugeordnet werden, wie auch der Stempel in der vorangegangenen Zeile.      |
|         | A.MEWES.D RATHENOW           | Zweizeiliger Stempel mit Namen des Produzenten (Vorname abgekürzt) in der ersten Zeile und der Markenbezeichnung Rathenow in der zweiten Zeile. |
|         | A.NETZBAND DERBEN. RATHENOW. | Zweizeiliger Stempel mit Namen des Produzenten (Vorname abgekürzt) und Produktionsstandort Derben, heute Teil der Gemeinde Elbe-Parey, in der ersten Zeile und der Markenbezeichnung Rathenow in der zweiten Zeile. Der Stempel kann der vermutlich 1875 gegründeten Ziegelei des Adolf Netzband zugeordnet werden.                                                |
|         | A.NEUMANN RATHENOW           | Zweizeiliger Stempel mit Namen des Produzenten (Vorname abgekürzt) in der ersten Zeile und der Markenbezeichnung Rathenow in der zweiten Zeile. |
|         | A.NEUMANN RTH.               | Zweizeiliger Stempel mit Namen des Produzenten (Vorname abgekürzt) in der ersten Zeile und der Markenbezeichnung Rathenow in abgekürzter Schreibweise in der zweiten Zeile. |
|         | A.SEEGER-PAREY RATHENOW.     | Zweizeiliger Stempel mit Namen des Produzenten (Vorname abgekürzt) und Produktionsstandort Parey, heute Teil der Gemeinde Elbe-Parey, in der ersten Zeile; Markenbezeichnung Rathenow in der zweiten Zeile. Der Stempel kann dem Produzenten August Seeger aus Parey zugeordnet werden, der die 1865 gegründete Ziegelei 1888 von Friedrich Seeger übernommen hat. |
|         | A.SEGELETZ. RATHENOW         | Zweizeiliger Stempel mit Namen des Produzenten (Vorname abgekürzt) in der ersten Zeile und der Markenbezeichnung Rathenow in der zweiten Zeile. |
|         | A.SPECHT RATHENOW            | Zweizeiliger Stempel mit Namen des Produzenten (Vorname abgekürzt) in der ersten Zeile und der Markenbezeichnung Rathenow in der zweiten Zeile. |
|         | A.SUMPF PAREY RATHENOW       | Zweizeiliger Stempel mit Namen des Produzenten (Vorname abgekürzt) und Produktionsstandort Parey, heute Teil der Gemeinde Elbe-Parey, in der ersten Zeile; ausgeschriebene Markenbezeichnung Rathenow in der zweiten Zeile. Der Stempel kann der Ziegelei des August Sumpf zugeordnet werden.                                                                      |
|         | AK RATHENOW                  | Zweizeiliger Stempel mit Initialen des Produzenten in der ersten Zeile und der Markenbezeichnung Rathenow in der zweiten Zeile. |
|         | AR F BEI RATHENOW            | Zweizeiliger Stempel mit Initialen des Produzenten in der ersten Zeile und dem Zusatz BEI RATHENOW von der ersten bis zur zweiten Zeile. |
|         | A.ZIEHM.DERBEN RATHENOW      | Zweizeiliger Stempel mit Namen des Produzenten (Vorname abgekürzt) und dem Produktionsort Derben in der ersten Zeile und der Markenbezeichnung Rathenow in der zweiten Zeile. |

### B
| Ansicht | Stempeltext                | Beschreibung |
| ------- | -------------------------- | --- |
|         | BABENZIEN RATHENOW         | Zweizeiliger Stempel mit Angabe des Produzenten in der ersten Zeile und der Markenbezeichnung Rathenow in der zweiten Zeile. |
|         | BARNEWITZ &G RATHENOW5     | Ziegelstempel mit Angabe des Produzenten [Carl ]Barnewitz und [Wilhelm ]G[ebhardt] in Steckelsdorf bei Rathenow in der ersten und zweiten Zeile und der Markenbezeichnung Rathenow in der dritten Zeile. In der dritten Zeile ist eine einstellige Zahl nachgestellt (bei dem hier angegebenen Fundort die Zahl 5).            |
|         | BARNEWITZ RATHENOW         | Ziegelstempel mit Angabe des Produzenten [Carl ]Barnewitz in der ersten Zeile und der Markenbezeichnung Rathenow in der zweiten Zeile. Der Stempel tritt häufig mit einer der Markenbezeichnung nachgestellten, einstelligen Zahl unbekannter Bedeutung auf (an den Fundorten wurden die Zahlen 2, 3, 4, 5, 6 und 7 gefunden). |
|         | B.R                        | Einzeiliger Stempel mit Initial des Produzenten und dem Buchstaben R als Abkürzung für die Markenbezeichnung Rathenow. |
|         | B.RATH                     | Einzeiliger Stempel, vermutlich mit dem Anfangsbuchstaben des Produzenten B. und dem Produktionsort Rathenow, abgekürzt mit RATH. |
|         | B.RATHENOW                 | Einzeiliger Stempel, vermutlich mit dem Anfangsbuchstaben des Produzenten B. und dem Produktionsort Rathenow in ausgeschriebener Schreibweise. |
|         | BECKMANN GENTHIN R         | Dreizeiliger Stempel mit Namen des Produzenten in der ersten Zeile, Produktionsort Genthin in der zweiten Zeile und dem zusätzlichen Buchstaben R, vermutlich als Abkürzung für Rathenow, in der dritten Zeile. |
|         | BORCHMANN MOLK.RATH        | Zweizeiliger Stempel mit Angabe des Produzenten in der ersten Zeile und der Angabe des Produktionsorts – dabei MOLK. vermutlich als Abkürzung für Molkenberg und RATH als Abkürzung für Rathenow – in der zweiten Zeile. Der Stempel kann der Familie Borchmann zugeordnet werden, die zahlreiche Ziegeleien betrieb.          |
|         | BORCHMANN RATHENOW         | Zweizeiliger Stempel mit Angabe des Produzenten in der ersten Zeile und dem Produktionsort Rathenow in der zweiten Zeile. Ebenso wie der vorangegangene Eintrag kann dieser Stempel der Familie Borchmann zugeordnet werden.                                                                                                   |
|         | BRAESECKE.B. BEI RATHENOW. | Zweizeiliger Stempel mit Namen des Produzenten (abgekürzter Vorname) in der ersten Zeile und dem Ortszusatz BEI RATHENOW. in der zweiten Zeile. Der Stempel kann einer von der Familie Bräsecke geführten Ziegelei in Bergzow, Teil der Gemeinde Elbe-Parey, zugeordnet werden.                                                |

### C
| Ansicht | Stempeltext                    | Beschreibung |
| ------- | ------------------------------ | --- |
|         | C.F.G. Rathenow                | Zweizeiliger Stempel mit Angabe des Produzenten in der ersten Zeile und dem Produktionsort Rathenow in der zweiten Zeile. |
|         | C.F.GantzerWw. Briest.Rathenow | Zweizeiliger Stempel mit Angabe des Produzenten in der ersten Zeile und dem Produktionsort Briest und dem Zusatz Rathenow in der zweiten Zeile. |
|         | C.G.MATTHES RATHENOW           | Zweizeiliger Stempel mit Angabe des Produzenten in der ersten Zeile und dem Produktionsort Rathenow in der zweiten Zeile. Der Stempel kann dem Verblendsteinwerk C. G. Matthes & Sohn in der heutigen Gustav-Freytag-Straße in Rathenow zugeordnet werden. Erhalten und unter Denkmalschutz stehen ein ehemaliges Verwaltungsgebäude, ein Wohnhaus, ein Sozialgebäude sowie das Pförtnerhaus. |
|         | C.G. Rth.                      | Einzeiliger Stempel mit Initialen des Produzenten und dem Produktionsort Rathenow (abgekürzt Rth.) |
|         | C. HÜBENER RATHENOW.           | Zweizeiliger Stempel mit Namen des Produzenten (Vorname abgekürzt) in der ersten Zeile und Produktionsort Rathenow in der zweiten Zeile. |

### D
| Ansicht | Stempeltext               | Beschreibung |
| ------- | ------------------------- | --- |
|         | DOMAINE.BERGZOW RATHENOW. | Zweizeiliger Stempel mit Angabe des Produzenten und dem Produktionsort Bergzow in der ersten Zeile sowie dem Zusatz RATHENOW. in der zweiten Zeile. |
|         | D.WITTE&S RATHENOW        | Zweizeiliger Stempel mit Angabe des Produzenten in der ersten Zeile und der Markenbezeichnung Rathenow in der zweiten Zeile.                        |

### E
| Ansicht | Stempeltext               | Beschreibung |
| ------- | ------------------------- | --- |
|         | E.OENICKE RATHENOW.       | Zweizeiliger Stempel mit Angabe des Produzenten (Vorname abgekürzt) in der ersten Zeile und dem Produktionsort Rathenow in der zweiten Zeile. |
|         | EDUARD BORCHMANN RATHENOW | Dreizeiliger Stempel mit ausgeschriebenen Namen des Produzenten von der ersten bis zur zweiten Zeile und dem Produktionsort Rathenow in der dritten Zeile. Der Stempel kann der Ziegelei des Eduard Borchmann zugeordnet werden, Mitglied der Familie Borchmann, die zahlreiche Ziegeleien betrieb. |
|         | E.GRÜNEBERG RATHENOW      | Zweizeiliger Stempel mit Angabe des Produzenten (Vorname abgekürzt) in der ersten Zeile und dem Produktionsort Rathenow in der zweiten Zeile. |

### F
| Ansicht | Stempeltext                       | Beschreibung |
| ------- | --------------------------------- | --- |
|         | F.D. MILOW RATHENOW               | Zweizeiliger Stempel mit Initialen des Produzenten und dem Produktionsort Milow in der ersten Zeile sowie der Marke Rathenow in der zweiten Zeile. |
|         | FISCHER&RIEDEL PREMNITZ RATHENOW  | Dreizeiliger Stempel mit Angabe der Produzenten in der ersten Zeile, des Produktionsort Premnitz in der zweiten Zeile sowie der Marke Rathenow in der dritten Zeile. |
|         | F.MEYER-BRETTIN RATHENOW.         | Zweizeiliger Stempel mit Namen des Produzenten (Vorname abgekürzt) und dem Produktionsort Brettin in der ersten Zeile sowie der Markenbezeichnung Rathenow in der zweiten Zeile. |
|         | F.SÄNGER RATHENOW                 | Zweizeiliger Stempel mit Namen des Produzenten (Vorname abgekürzt) in der ersten Zeile und dem Produktionsort Rathenow in der zweiten Zeile. Der Stempel kann der Ziegelei des Friedrich Sänger in Bergzow, Teil der Gemeinde Elbe-Parey, zugeordnet werden.                                                               |
|         | F. SCHULZE RATHENOW               | Zweizeiliger Stempel mit Namen des Produzenten (Vorname abgekürzt) in der ersten Zeile und dem Produktionsort Rathenow in der zweiten Zeile. Der Stempel kann der Ziegelei von Friedrich und Albert Schultze zugeordnet werden.                                                                                            |
|         | F.SCHWARZ RATHENOW                | Zweizeiliger Stempel mit Namen des Produzenten (Vorname abgekürzt) in der ersten Zeile und dem Produktionsort Rathenow in der zweiten Zeile. |
|         | F.SCHWARZLOSE PAREYA/E RATHENOW.  | Zweizeiliger Stempel mit Namen des Produzenten (Vorname abgekürzt) und Produktionsort Parey an der Elbe in der ersten Zeile; Zusatz RATHENOW. in der zweiten Zeile. Der Stempel kann einer 1886 von Friedrich Schwarzlose erworbenen Ziegelei zugeordnet werden. Es besteht Übereinstimmung mit dem nachfolgenden Eintrag. |
|         | F. SCHWARLOSE RATHENOW.           | Zweizeiliger Stempel mit Namen des Produzenten (Vorname abgekürzt) in der ersten Zeile und der Markenbezeichnung Rathenow in der zweiten Zeile. Der Hersteller ist mit dem vorangegangenen Eintrag übereinstimmend. |
|         | F.SEEGER-PAREY RATHENOW.          | Zweizeiliger Stempel mit Namen des Produzenten (Vorname abgekürzt) und Produktionsort Parey in der ersten Zeile; Zusatz RATHENOW. in der zweiten Zeile. Der Stempel kann der 1865 Ziegelei des Friedrich Seeger zugeordnet werden, die 1888 von August Seeger übernommen werde.                                            |
|         | F.SENGER RATHENOW.                | Zweizeiliger Stempel mit Namen des Produzenten (Vorname abgekürzt) in der ersten Zeile und dem Produktionsort Rathenow in der zweiten Zeile. |
|         | F.V. RATHENOW.                    | Zweizeiliger Stempel mit Initialen des Produzenten in der ersten Zeile und dem Produktionsort Rathenow in der zweiten Zeile. |
|         | F.VOIGTLAENDER PAREYA/E RATHENOW. | Dreizeiliger Stempel mit Namen des Produzenten (Vorname abgekürzt) in der ersten Zeile, dem Produktionsort Parey in der zweiten Zeile und dem Zusatz RATHENOW. in der dritten Zeile. Der Stempel kann der vermutlich 1882 gegründeten Ziegelei des Franz Voigtländer zugeordnet werden.                                    |
|         | FÄHNLEIN. RATHENOW.               | Zweizeiliger Stempel mit Angabe des Produzenten in der ersten Zeile und dem Produktionsort Rathenow in der zweiten Zeile. |
|         | FR.NETZBAND RATHENOW.             | Zweizeiliger Stempel mit Namen des Produzenten (Vorname abgekürzt) in der ersten Zeile und dem Produktionsort Rathenow in der zweiten Zeile. Es handelt sich vermutlich um den Stempel des Produzenten Georg Friedrich Netzband.                                                                                           |
|         | FR.SCHWARZLOSE BERGZOW RATHENOW   | Es handelt sich um einen dreizeiligen Stempel. Die erste Zeile enthält mit geschwungenem Text den Namen des Produzenten (Vorname abgekürzt). Die zweite Zeile enthält den Produktionsort Bergzow, die dritte Zeile den Zusatz RATHENOW.                                                                                    |
|         | F.W.Pasche RATHENOW               | Zweizeiliger Stempel mit Namen des Produzenten (Vornamen abgekürzt) in der ersten Zeile und der Markenbezeichnung Rathenow in der zweiten Zeile. |

### G
| Ansicht | Stempeltext                    | Beschreibung |
| ------- | ------------------------------ | --- |
|         | GBR.STUTZER RATHENOW           | Zweizeiliger Stempel mit Angabe des Produzenten in der ersten Zeile und der Markenbezeichnung Rathenow in der zweiten Zeile. |
|         | G.FINCK.PAREYA/Elbe RATHENOW   | Zweizeiliger Stempel mit Namen des Produzenten (Vorname abgekürzt) und dem Produktionsort Parey an der Elbe in der ersten Zeile sowie der Markenbezeichnung Rathenow in der zweiten Zeile. Der Stempel kann der Zieglei des Gustav Finck zugeordnet werden.                                                                                          |
|         | G.MAASS RATHENOW               | Zweizeiliger Stempel mit Namen des Produzenten (Vorname abgekürzt) in der ersten Zeile und dem Produktionsort Rathenow in der zweiten Zeile. |
|         | Gustav König BERGZOW RATHENOW. | Dreizeiliger Stempel mit vollständigem Namen des Produzenten in der ersten Zeile, dem Produktionsort Bergzow in der zweiten Zeile und dem Zusatz RATHENOW. in der dritten Zeile. Es handelt sich um die von Gustav König aus Schmetzdorf betriebene Ziegelei auf der Domäne Bergzow. (Ziegelstempel vor der Übernahme: DOMAINE.BERGZOW \| RATHENOW.) |
|         | GOSSLER.DERBEN RATHENOW.       | Zweizeiliger Stempel mit Angabe des Produzenten und des Produktionsorts Derben in der ersten Zeile sowie der Markenbezeichnung Rathenow in der zweiten Zeile. |
|         | G.S. RATHENOW                  | Einzeiliger Stempel mit Initialen des Produzenten und der Markenbezeichnung Rathenow. |
|         | G.STUTZER RATHENOW             | Zweizeiliger Stempel mit Namen des Produzenten (Vorname abgekürzt) in der ersten Zeile und der Markenbezeichnung Rathenow in der zweiten Zeile. |
|         | G.v.K.PL-RTH                   | Einzeiliger Stempel mit Initialen des Produzenten. Die darauffolgende Abkürzung PL steht für den Produktionsort Plaue, RTH dient als Abkürzung für Rathenow. Der Stempel kann der Ziegelei eines Grafen von Königsmarck in Plaue zugeordnet werden.                                                                                                  |

### H
| Ansicht | Stempeltext               | Beschreibung |
| ------- | ------------------------- | --- |
|         | H.PAHL PAREYA/E RATHENOW. | |
|         | HAHN&COMP. RATHENOW.      | Zweizeiliger Stempel mit Angabe des Produzenten in der ersten Zeile und der Markenbezeichnung Rathenow in der zweiten Zeile. |
|         | H.BODE-BRETTIN. RATHENOW. | Zweizeiliger Stempel mit Namen des Produzenten (Vorname abgekürzt) und dem Produktionsort Brettin in der ersten Zeile und der Markenbezeichnung Rathenow in der zweiten Zeile. |
|         | H.BURCKHARDT RATHENOW.    | Zweizeiliger Stempel mit Namen des Produzenten (Vorname Hermann abgekürzt) in der ersten Zeile und der Markenbezeichnung Rathenow in der zweiten Zeile. |
|         | HEIDEPRIEM RATHENOW       | Zweizeiliger Stempel mit Angabe des Produzenten in der ersten Zeile und dem Produktionsort Rathenow in der zweiten Zeile. |
|         | H.ILLIES. RATHENOW        | Zweizeiliger Stempel mit Namen des Produzenten (Vorname abgekürzt) in der ersten Zeile und der Markenbezeichnung Rathenow in der zweiten Zeile. Der Stempel kann der Ziegelei des Heinrich Illies in Bergzow zugeordnet werden.                                                                                       |
|         | HUBERT BORCHMANN RATHENOW | Dreizeiliger Stempel mit Namen des Produzenten, dabei Vorname in der ersten und Nachname in der zweiten Zeile. In der dritten Zeile befindet sich die Markenbezeichnung Rathenow. Der Stempel kann der Ziegelei des Hubert Borchmann zugeordnet werden, aus der Familie Borchmann, die zahlreiche Ziegeleien betrieb. |
|         | HUGO THOST RATHENOW       | Zweizeiliger Stempel mit vollständigem Vor- und Zunamen des Produzenten in der ersten Zeile sowie dem Produktionsort Rathenow in der zweiten Zeile. |

### I
| Ansicht | Stempeltext       | Beschreibung |
| ------- | ----------------- | --- |
|         | IF.MEUSS RATHENOW | Zweizeiliger Stempel mit Namen des Produzenten (Vornamen abgekürzt) in der ersten Zeile und der Markenbezeichnung Rathenow in der zweiten Zeile. |

### K
| Ansicht | Stempeltext                       | Beschreibung |
| ------- | --------------------------------- | --- |
|         | K.H. RATHENOW                     | Zweizeiliger Stempel mit Initialen des Produzenten in der ersten Zeile und der Markenbezeichnung Rathenow in der zweiten Zeile.                                       |
|         | KERSTEN&WEINHOLZ BERGZOW RATHENOW | Zweizeiliger Stempel mit Angabe des Produzenten in der ersten Zeile und Angabe des Produktionsorts Bergzow sowie der Markenbezeichnung Rathenow in der zweiten Zeile. |
|         | KLJEFERT RATHENOW                 | |
|         | KOHLHOFF RATHENOW                 | Zweizeiliger Stempel mit Namen des Produzenten in der ersten Zeile und der Markenbezeichnung Rathenow in der zweiten Zeile.                                           |
|         | KÖPPEN&BURCKHARDT RATHENOW        | Zweizeiliger Stempel mit Angabe des Produzenten in der ersten Zeile und der Markenbezeichnung Rathenow in der zweiten Zeile.                                          |
|         | K.&ST.BERGZOW RATHENOW            | Zweizeiliger Stempel mit Angabe des Produzenten und des Produktionsorts Bergzow in der ersten Zeile und der Markenbezeichnung Rathenow in der zweiten Zeile.          |

### L
| Ansicht | Stempeltext                            | Beschreibung |
| ------- | -------------------------------------- | --- |
|         | L. RATHENOW                            | Einzeiliger Ziegelstempel mit Buchstaben L. (vermutlich Herstellerangabe) und dem Produktionsort Rathenow. |
|         | LUCKE&COMP. DERBEN.B.P.A.D.E. RATHENOW | Dreizeiliger Stempel mit Angabe des Produzenten in der ersten Zeile, dem Produktionsort Derben (B.P.A.D.E. steht vermutlich für bei Parey an der Elbe) in der zweiten Zeile und der Markenbezeichnung Rathenow in der dritten Zeile. |

### M
| Ansicht | Stempeltext             | Beschreibung |
| ------- | ----------------------- | --- |
|         | MATTHES SEEGER RATHENOW | Dreizeiliger Stempel mit Namen der Produzenten und Produktionsort Rathenow in der dritten Zeile. |
|         | M.K.B. RATHENOW         | Zweizeiliger Stempel mit Initialen des Produzenten in der ersten Zeile und dem Produktionsort Rathenow in der zweiten Zeile. |
|         | M.K.Sch. RATHENOW       | Zweizeiliger Stempel mit Initialen des Produzenten in der ersten Zeile und der Markenbezeichnung Rathenow in der zweiten Zeile. |
|         | M.RATH                  | Einzeiliger Stempel mit Initiale des Produzenten und Markenbezeichnung Rathenow, vermutlich Übereinstimmung mit Stempel M.RATHENOW. |
|         | M.RATHENOW              | Einzeiliger Stempel mit Initiale des Produzenten und Produktionsort Rathenow, vermutlich Übereinstimmung mit Stempel M.RATH. |
|         | M.Sänger RATHENOW       | Zweizeiliger Stempel mit Name des Produzenten (Vorname abgekürzt) in der ersten Zeile und dem Produktionsort Rathenow in der zweiten Zeile. |
|         | M. Sch. RATHENOW        | Zweizeiliger Stempel mit abgekürztem Namen des Produzenten in der ersten Zeile und dem Produktionsort Rathenow in der zweiten Zeile. |
|         | MÖGELIN RATHENOW        | Zweizeiliger Stempel mit Angabe des Produktionsorts Mögelin, heute Ortsteil der Stadt Premnitz, in der ersten Zeile und der Markenbezeichnung Rathenow in der zweiten Zeile.                                                                                  |
|         | MOLKENBERG bei RATHENOW | Zweizeiliger Stempel mit Angabe des Produktionsorts Molkenberg bei RATHENOW. |
|         | MUNDT.BERGZOW RATHENOW. | Zweizeiliger Stempel mit Angabe des Produzenten und des Produktionsorts Bergzow in der ersten Zeile und der Markenbezeichnung Rathenow in der zweiten Zeile. Der Stempel kann der von 1876 bis 1910 bestehenden Ziegelei des Wilhelm Mundt zugeordnet werden. |

### N
| Ansicht | Stempeltext      | Beschreibung |
| ------- | ---------------- | --- |
|         | N. RATHENOW.     | Zweizeiliger Stempel mit Initiale des Herstellers in der ersten Zeile und der Markenbezeichnung Rathenow in der zweiten Zeile. |
|         | .N. RATHENOW.    | Zweizeiliger Stempel mit Initiale des Herstellers in der ersten Zeile und der Markenbezeichnung Rathenow in der zweiten Zeile. |
|         | NORTHE RATHENOW. | Zweizeiliger Stempel mit Angabe des Produzenten in der ersten Zeile und der Markenbezeichnung Rathenow in der zweiten Zeile.   |

### O
| Ansicht | Stempeltext                         | Beschreibung |
| ------- | ----------------------------------- | --- |
|         | O.F.W RATHENOW                      | Zweizeiliger Stempel mit Initialen des Produzenten in der ersten Zeile und der Markenbezeichnung Rathenow in der zweiten Zeile. |
|         | OTTO KAYSER RATHENOW                | Zweizeiliger Stempel mit vollem Namen des Produzenten in der ersten Zeile und dem Produktionsort Rathenow in der zweiten Zeile. Der Stempel tritt auch zuweilen mit einer Zahl am Ende der zweiten Zeile bzw. zwischen erster und zweiter Zeile auf. |
|         | Otto Schaefer’s B.M.H.i.M. Rathenow | Dreizeiliger Stempel mit Namen des Produzenten in der ersten Zeile, einer unbekannten Buchstabenfolge in der zweiten Zeile und der Markenbezeichnung Rathenow in der dritten Zeile.                                                                  |

### P
| Ansicht | Stempeltext                      | Beschreibung |
| ------- | -------------------------------- | --- |
|         | PAUL.SCHULTZE BERGZOW. RATHENOW. | Dreizeiliger Stempel mit vollständigem Namen des Produzenten in der ersten Zeile, dem Produktionsort Bergzow in der zweiten Zeile und dem Zusatz RATHENOW. Der Stempel kann der Ziegelei des Paul Schulze zugeordnet werden. Identisch mit dem nachfolgenden Eintrag. |
|         | PAUL SCHULZE Bergzow RATHENOW.   | Dreizeiliger Stempel mit vollständigem Namen des Produzenten in der ersten Zeile, dem Produktionsort Bergzow in der zweiten Zeile und dem Zusatz RATHENOW. Der Produzent ist mit dem vorangegangenen Eintrag identisch.                                               |
|         | P.G.W.B RATHENOW                 | Zweizeiliger Stempel mit Initialen des/der Produzenten in der ersten Zeile und dem Produktionsort Rathenow in der zweiten Zeile. |
|         | PREMNITZ RATHENOW                | Zweizeiliger Stempel mit Angabe des Produktionsorts Premnitz in der ersten Zeile und der Markenbezeichnung Rathenow in der zweiten Zeile. |

### R
| Ansicht | Stempeltext                       | Beschreibung |
| ------- | --------------------------------- | --- |
|         | RATHENOW.                         | Einzeiliger Stempel mit dem Produktionsort Rathenow. |
|         | RATHENOW A.Mäss&F.Kersten BERGZOW | Dreizeiliger Stempel mit der Markenbezeichnung Rathenow in geschwungener Form in der ersten Zeile, der Angabe der Produzenten in der zweiten Zeile und dem Produktionsort Bergzow in der dritten Zeile.                                                                               |
|         | RATHENOW B.v.H.                   | Zweizeiliger Stempel mit dem Produktionsort Rathenow in geschwungener Form in der ersten Zeile und den Initialen B.v.H. in der zweiten Zeile. |
|         | RATHENOW G.NITZE. FERCHLAND       | Zweizeiliger Stempel der Markenbezeichnung Rathenow in der ersten Zeile und dem Namen des Produzenten (Vorname abgekürzt) und dem Produktionsort Ferchland in der zweiten Zeile. |
|         | RATHENOW M                        | Zweizeiliger Stempel mit dem Produktionsort Rathenow in der ersten Zeile und dem Buchstaben M in der zweiten Zeile. |
|         | RATHENOW Max Swowoda BRETTIN      | Dreizeiliger Ziegelstempel mit dem Ort Rathenow in geschwungener Form in der ersten Zeile, dem Namen des Herstellers in der zweiten Zeile und dem Zusatz Brettin in der dritten Zeile.                                                                                                |
|         | RATHENOW NITZE                    | Zweizeiliger Ziegelstempel mit dem Produktionsort Rathenow in geschwungener Form in der ersten Zeile und dem Namen des Produzenten in der zweiten Zeile. |
|         | RATHENOW STDT=ZGL                 | Zweizeiliger Ziegelstempel mit dem Produktionsort Rathenow in der ersten Zeile und der Abkürzung STDT=ZGL in der zweiten Zeile. Der Stempel kann der Rathenower Stadtziegelei zugeordneten werden, die lange Zeit im städtischen Besitz war und später verpachtet und verkauft wurde. |
|         | RATHENOW v.W.                     | Zweizeiliger Stempel mit dem Produktionsort Rathenow in der ersten Zeile und den Initialen v.W. in der zweiten Zeile. |
|         | R. SCHW PR.RTHN                   | Zweizeiliger Stempel mit abgekürztem Namen des Produzenten in der ersten Zeile und vermutlich der Angabe des Produktionsorts (RTHN weist zumindest auf Rathenow hin) in der zweiten Zeile.                                                                                            |
|         | RATHENOW STDT-ZGL                 | Zweizeiliger Stempel mit abgekürzter Angabe der Produktionsstätte, der Stadt-Ziegelei Rathenow. |
|         | RATHENOW v.B.                     | Zweizeiliger Stempel mit Markenbezeichnung Rathenow in geschwungener Form in der ersten Zeile und den Initialen v.B. in der zweiten Zeile. |
|         | RUD.BOCHAT RATHENOW               | Zweizeiliger Stempel mit Namen des Produzenten (Vorname abgekürzt) in der ersten Zeile und der Markenbezeichnung Rathenow in der zweiten Zeile. |

### S
| Ansicht | Stempeltext                     | Beschreibung |
| ------- | ------------------------------- | --- |
|         | SÄNGER BERGZOW BEI RATHENOW     | Zweizeiliger Stempel mit Namen des Produzenten und Produktionsort Bergzow in der ersten Zeile und der Markenbezeichnung BEI RATHENOW in der zweiten Zeile.                             |
|         | SÄNGER.BERGZOW RATHENOW         | Zweizeiliger Stempel mit Namen des Produzenten und Produktionsort Bergzow in der ersten Zeile und der Markenbezeichnung Rathenow in der zweiten Zeile.                                 |
|         | SÆNGER GENTHIN RATHENOW.        | |
|         | Sch. B. RATHENOW                | Zweizeiliger Stempel mit Initialen des Produzenten in der ersten Zeile und der Markenbezeichnung Rathenow in der zweiten Zeile.                                                        |
|         | Sch.B.B. RATHENOW               | Zweizeiliger Stempel mit Initialen des Produzenten in der ersten Zeile und der Markenbezeichnung Rathenow in der zweiten Zeile.                                                        |
|         | SCHOLLEHNE BEI RATHENOW         | Zweizeiliger Stempel mit dem Produktionsstandort Schollene in der ersten Zeile; ausgeschriebene Markenbezeichnung Rathenow in der zweiten Zeile.                                       |
|         | SCHUWARDT RATHENOW              | Zweizeiliger Stempel mit Namen des Produzenten in der ersten Zeile und der Markenbezeichnung Rathenow in der zweiten Zeile.                                                            |
|         | SITTIG.R                        | Einzeiliger Stempel mit Namen des Produzenten und dem Produktionsort Rathenow (abgekürzt R).                                                                                           |
|         | SITTIG&W. RATHENOW              | Zweizeiliger Stempel mit Namen des Produzenten in der ersten Zeile und dem Produktionsort Rathenow in der zweiten Zeile.                                                               |
|         | S.N.D. BEI RATHENOW             | Zweizeiliger Stempel mit den Initialen des Produzenten in der ersten Zeile und dem Produktionsort BEI RATHENOW von der ersten bis zur zweiten Zeile.                                   |
|         | S.R                             | Einzeiliger Stempel mit Initiale des Herstellers und dem Produktionsort Rathenow (abgekürzt R).                                                                                        |
|         | Swowoda&Sänger GENTHIN RATHENOW | Dreizeiliger Stempel mit der Herstellerangabe in geschwungener Form in der ersten Zeile, dem Produktionsort Genthin in der zweiten Zeile und dem Zusatz RATHENOW in der dritten Zeile. |

### T
| Ansicht | Stempeltext          | Beschreibung |
| ------- | -------------------- | --- |
|         | TROLLDENIER RATHENOW | Zweizeiliger Stempel mit Namen des Produzenten in der ersten Zeile und der Markenbezeichnung Rathenow in der zweiten Zeile. |

### V
| Ansicht | Stempeltext                         | Beschreibung |
| ------- | ----------------------------------- | --- |
|         | v.B.G.D RATHENOW                    | Zweizeiliger Stempel mit Initialen des Produzenten in der ersten Zeile und der Markenbezeichnung Rathenow in der zweiten Zeile. |
|         | v.J.G. RATHENOW..                   | Zweizeiliger Stempel mit Initialen des Produzenten in der ersten Zeile und der Markenbezeichnung Rathenow in der zweiten Zeile. |
|         | v.K.F. RATHENOW.                    | Zweizeiliger Stempel mit Initialen des Produzenten in der ersten Zeile und der Markenbezeichnung Rathenow in der zweiten Zeile. |
|         | v.K.M RATHENOW                      | Zweizeiliger Stempel mit Initialen des Produzenten in der ersten Zeile und der Markenbezeichnung Rathenow in der zweiten Zeile. In der zweiten Zeile ist eine einstellige Zahl nachgestellt (bei den hier angegebenen Fundorten z. B. die Zahlen 3 und 5).                                            |
|         | v.K.V. RATHENOW                     | Zweizeiliger Stempel mit Initialen des Produzenten in der ersten Zeile und der Markenbezeichnung Rathenow in der zweiten Zeile. In der zweiten Zeile ist eine einstellige Zahl nachgestellt (bei den hier angegebenen Fundorten z. B. die Zahlen 3 und 4).                                            |
|         | v.P. RATHENOW                       | Zweizeiliger Stempel mit Initialen des Produzenten in der ersten Zeile und der Markenbezeichnung Rathenow in der zweiten Zeile. |
|         | Voigt Rathenow.                     | |
|         | VOLKMANN RATHENOW                   | Zweizeiliger Stempel mit Angabe des Produzenten in der ersten Zeile und der Markenbezeichnung Rathenow in der zweiten Zeile. |
|         | VON PLOTHOSCHE WERKE PAREY-RATHENOW | Zweizeiliger Stempel mit Angabe des Produzenten in der ersten Zeile und dem Herstellungsort Parey sowie der Markenbezeichnung Rathenow in der zweiten Zeile. Der Stempel kann der 1890 gegründeten Ziegelei des Wolfgang von Plotho in Zerben, heute Teil der Gemeinde Elbe-Parey, zugeordnet werden. |
|         | VORM:BABENZ. RATHENOW               | Zweizeiliger Stempel mit Angabe des Produzenten in der ersten Zeile und der Markenbezeichnung Rathenow in der zweiten Zeile. |

### W
| Ansicht | Stempeltext                         | Beschreibung |
| ------- | ----------------------------------- | --- |
|         | WASSRSUP RATHENOW                   | Zweizeiliger Stempel mit Angabe des Produktionsorts Wassersuppe in der ersten Zeile und der Markenbezeichnung Rathenow in der zweiten Zeile. |
|         | W.BORCHMANN MOLKENBERG bei RATHENOW | Dreizeiliger Stempel mit Namen des Produzenten (Vorname abgekürzt) in der ersten Zeile, dem Produktionsort Molkenberg in der zweiten Zeile und dem Zusatz bei RATHENOW in der dritten Zeile. Der Stempel kann der Ziegelei des Wilhelm Borchmann zugeordnet werden, Mitglied der Familie Borchmann, die zahlreiche Ziegeleien betrieb. |
|         | W.G. RATHENOW                       | Zweizeiliger Stempel mit Initialen des Produzenten in der ersten Zeile und der Markenbezeichnung Rathenow in der zweiten Zeile. Der Stempel kann der Ziegelei des Wilhelm Gossler in Derben zugeordnet werden. |
|         | W.KÖPPEN RATHENOW                   | Zweizeiliger Stempel mit Namen des Produzenten (Vorname abgekürzt) in der ersten Zeile und der Markenbezeichnung Rathenow in der zweiten Zeile. Der Stempel kann der Ziegelei des Wilhelm Köppen in Parey zugeordnet werden. Es besteht Übereinstimmung zum nachfolgenden Eintrag.                                                     |
|         | W.KÖPPEN PAREYA/E RATHENOW          | Zweizeiliger Stempel mit Namen des Produzenten (Vorname abgekürzt) und Angabe des Produktionsorts Parey an der Elbe in der ersten Zeile und der Markenbezeichnung Rathenow in der zweiten Zeile. Es besteht Übereinstimmung zum vorangegangenen Eintrag.                                                                               |
|         | W.SÆNGER RATHENOW                   | Zweizeiliger Stempel mit Namen des Produzenten (Vorname abgekürzt) in der ersten Zeile und der Markenbezeichnung Rathenow in der zweiten Zeile. |
|         | WITTE&S.v.S. RATHENOW               | Zweizeiliger Stempel mit Angabe des Produzenten in der ersten Zeile und der Markenbezeichnung Rathenow in der zweiten Zeile. |
|         | W.T. RATHENOW                       | Zweizeiliger Stempel mit Initialen des Produzenten in der ersten Zeile und der Markenbezeichnung Rathenow in der zweiten Zeile. |
|         | W. VOIGTLÄNDER RATHENOW             | Zweizeiliger Stempel mit Namen des Produzenten (Vorname abgekürzt) in der ersten Zeile und der Markenbezeichnung Rathenow in der zweiten Zeile. |